# Árpád Zoltán Balla
Pour les articles homonymes, voir Balla.
Dans le nom hongrois Balla Árpád Zoltán, le nom de famille précède le prénom, mais cet article utilise l’ordre habituel en français Árpád Zoltán Balla, où le prénom précède le nom.
Árpád Zoltán Balla, né en Roumanie à Székelyudvarhely (Odorheiu Secuiesc) le 20 septembre 1957, est un photographe hongrois.

## Biographie
Árpád Zoltán Balla a poursuivi ses études universitaires à Brașov. 
Il expose ses œuvres depuis 1975 et est membre de l'Association des photographes de Roumanie (AAFR) depuis les années 1990.
Il est président fondateur de l'Association « Photo Base » de Székelyudvarhely. Il a reçu la distinction "Exellente Artiste de la Fédération internationale de l'art photographique" de la FIAP, organisation internationale reconnue par l'UNESCO. Il a participé à des expositions de groupe dans plus de trente pays partout dans le monde et à présenté son œuvre dans de nombreuses expositions individuelles en Europe.

## Œuvre
L'œuvre de Árpád Zoltán Balla est surtout basée sur son pays natal et son peuple, qui cohabite avec la nature et suit les traditions séculaires tout en luttant pour la survie et la subsistance avec une sérénité persévérante. Ses œuvres invitent le visiteur à faire un pèlerinage, au cours duquel l'esprit, guidé par l'artiste, peut visiter et connaître les secrets éternels du mystère de la création.

## Principales expositions individuelles
- Maison de la culture de Székelyudvarhely (Székelyudvarhely, Transylvanie, Roumanie) 1988, 2014, 2018.
- Maison de la culture « Aranytíz » (Budapest, Hongrie) 2015, 2018.
- Palais central de la Bibliothèque de Budapest « Szabó Ervin » (Budapest, Hongrie) 2016.
- Abbaye bénédictine de Tihany (Tihany, Hongrie) 2017.
- Centre de congrès Balaton (Keszthely, Hongrie), 2018.
- Siège social de l'Association des journalistes hongrois, (Budapest, Hongrie) 2017.
- Palais d'archevêques d'Eger (Eger, Hongrie) 2018.
- Centre des médias et d'information hongrois (Unterwart, Autriche)  2018.
- Palais de l Europe (Strasbourg, France) 2019[2].

## Récompenses et distinctions
- A.FIAP - Artiste de la Fédération Internationale de l'Art Photographique (2017)
- E.FIAP - Excellence Artiste de la Fédération Internationale de l'Art Photographique (2019)

## Œuvres dans les collections publiques
- Musée national hongrois, collection historique de la photographie
- Palais des archevêques d'Eger, Hongrie
- Abbaye bénédictine de Tihany, à Tihany, Hongrie
- Palais central de la Bibliothèque de Budapest Szabó Ervin